# Рыковичи
Ры́ковичи (укр. Риковичі) — село в Павловской сельской общине Владимирского района Волынской области Украины.
До 2020 года входило в Иваничевский район.
Код КОАТУУ — 0721185601. Население по переписи 2001 года составляет 1024 человека. Почтовый индекс — 45340. Телефонный код — 3372. Занимает площадь 24 км².